# 1400
1400（千四百、一四〇〇、せんよんひゃく）は、自然数または整数において、1399の次で1401の前の数である。

## 性質
- 1400は合成数であり、約数は 1, 2, 4, 5, 7, 8, 10, 14, 20, 25, 28, 35, 40, 50, 56, 70, 100, 140, 175, 200, 280, 350, 700, 1400 である。
  - 約数の和は3720。
- 308番目のハーシャッド数である。1つ前は1394、次は1404。
  - 5を基とする12番目のハーシャッド数である。1つ前は1310、次は2030。
- 1400 = 392 − 121
  - n = 39 のときの n2 − 112 の値とみたとき1つ前は1323、次は1479。(オンライン整数列大辞典の数列 A132764)
- 約数の和が1400になる数は3個ある。(796, 1047, 1399) 約数の和3個で表せる38番目の数である。1つ前は1392、次は1452。

## その他 1400 に関連すること
- 西暦1400年
- 紀元前1400年
- レオーネ1400エステートバン4WD
- 国鉄タキ1400形貨車
- 国鉄タサ1400形貨車
- 豊橋鉄道モ1400形電車
- 近鉄1400系電車